# Cartea Exodului

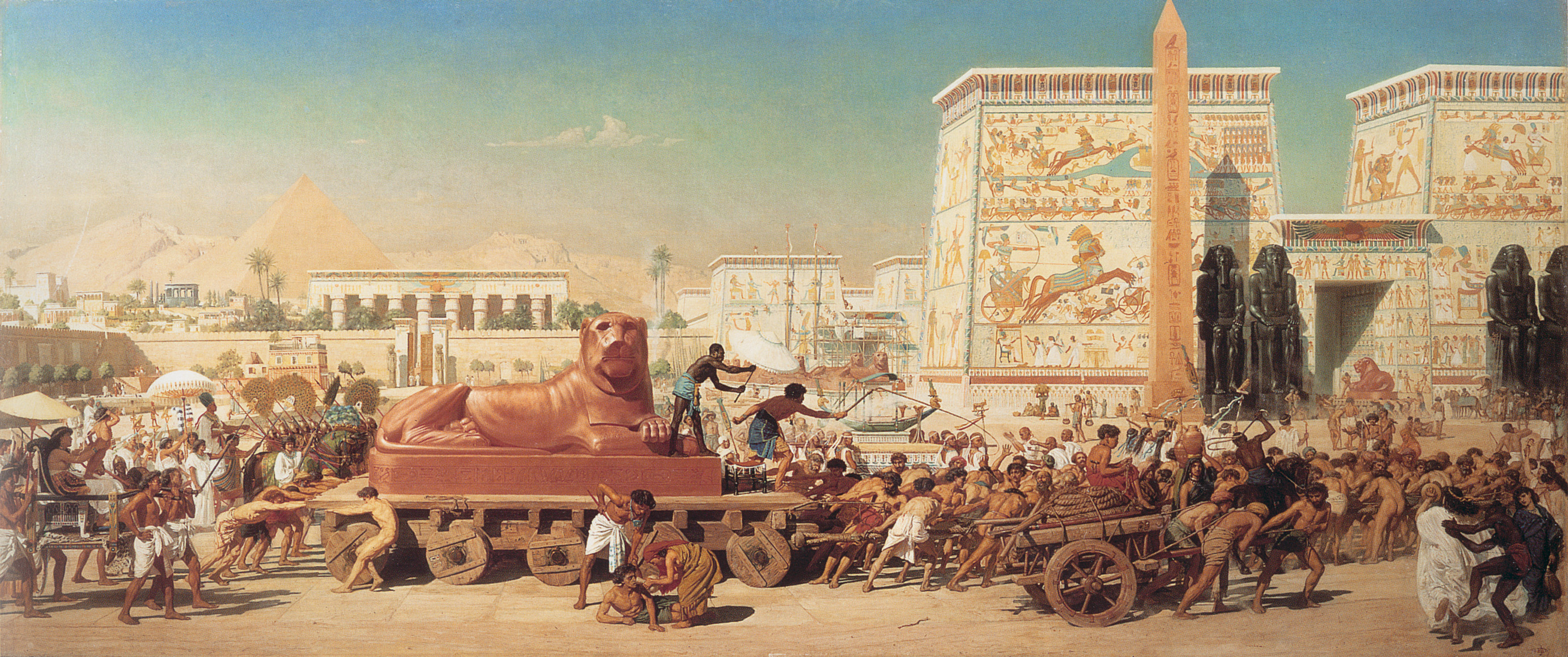
Copiii lui Israel în Egipt de Edward Poynter

Exodul sau Ieșirea(în ebraică: שמות = Shemot) este a doua carte a Pentateuhului, deci și a Vechiului Testament, sau Tanakhului.

## Titlu
În limba ebraică se numește שְׁמוֹת ("Șemoth", "Numele" (pl.)), de la primele ei cuvinte — ואלה שמות ("We-eleh hașemoth", "Iar acestea sunt numele ..."). În LXX e denumită Ἔξοδος, adică ieșire (cuvântul mai poate însemna și marș, expediție militară; procesiune solemnă), de la evenimentul principal al cărții — ieșirea evreilor din sclavia în Egipt.

## Compoziție
Tradiția iudaică și cea creștină îi atribuie lui Moise scrierea cărții. Conform ipotezei documentare, cartea Exodului a fost pusă laolaltă de redactori folosind trei surse primare: J, E și P. Din J ar proveni Exod 1-17 (pe alocuri în combinație cu E și P) și 34 (cu E). Mai precis, lui E îi sunt atribuite Exod 1.15-21 (pasajul despre moașele Șifra și Pua), 3.1-15 (cu J, rugul aprins), 13, 17-18, și, în plus, 19.1-9, 20.1-17 (cu P, Decalogul), 20.18-23.33 (Cartea legământului), 24.1-18 (cu P, ceremonia legămânului) și 32-33 (vițelul de aur). Din P ar proveni 6-7 (cu J), 12-14 (cu J și E), 25-31, 35-40.

## Conținut
De obicei, cartea Exodului e împărțită în șase secțiuni:
1. narațiunea despre sclavia egipteană (1), viața lui Moise până la chemarea sa de către Yahweh (2-4), cele zece plăgi ale Egiptului și eliberarea din sclavie (5-12)
2. narațiunea despre călătoria până la Muntele Sinai (13-18)
3. descrierea legământului dintre Dumnezeu și națiune (19-24)
4. instrucțiuni divine pentru construirea Cortului întâlnirii, precum și instrucțiuni privitoare confecționarea veșmintelor preoțești și a diverse obiecte de cult (25-31)
5. narațiunea despre vițelul de aur și re-înființarea legământului (32-34)
6. descrierea confecționării cortului și a confecționării veșmintelor preoțești și a diverselor obiecte de cult (35-40)

## Istoric
Cele mai multe tratate de istorie a Israelului antic consideră că informațiile despre Exod nu mai pot fi recuperate sau că pur și simplu nu privesc apariția Israelului. Totuși, discuțiile asupra istoricității sale au o lungă istorie și continuă să atragă atenția publicului, mai rar a istoricilor de profesie.
Dovezile arheologice nu susțin relatările din Cartea Exodului iar cei mai mulți arheologi au abandonat cercetările asupra lui Moise și a Exodului drept „o activitate lipsită de roade”. Opinia majorității covârșitoare a cercetătorilor biblici moderni este că Pentateuhul și-a căpătat forma finală în perioada post-exilică, deși tradițiile pe care se bazează sunt mai vechi și pot fi întâlnite în scrieri ale profeților din sec. VIII î.Hr. Cât de timpuriu provin aceste tradiții nu se poate spune: „Probabil o poveste originară a Exodului este îngropată sub toate reviziunile și modificările ulterioare, dar secole de transmitere a lor au obturat prezența ei, iar substanța, corectitudinea și data ei sunt azi dificil de determinat.”
Intenția globală a cărților Exodului, Leviticului, Numerilor și a Deuteronomului era aceea de a ilustra acțiunile lui Dumnezeu în istorie, de a reaminti sclavia și salvarea Israelului și de a ilustra împlinirea legământului cu Israel. Exodul a fost un subiect central al iudaismului: el a servit pentru a-i orienta pe evrei către sărbătorirea acțiunilor lui Dumnezeu în istorie, spre deosebire de sărbătorile politeiste ale acțiunilor zeilor în natură, în ziua de azi el este menționat zilnic în rugăciunile evreiești și sărbătorit de Pesach. În istoria seculară exodul a servit drept inspirație și model pentru multe grupuri, de la imigranții protestanți care fugeau din fața persecuțiilor din Europa la americanii de culoare din secolele XIX și XX care luptau pentru libertate și drepturile omului.

În 2004, în Symboles de l'Égypte (éd. Desclée de Brouwer), Christiane Desroches Noblecourt scrie la p. 125: 
„Este pe de o parte absurd să considerăm textul biblic drept document istoric, iar pe de altă parte să inversăm importanța protagoniștilor: Israel este menționat o singură dată, pe stela lui Merenptah, în timp ce cuvântul Egipt este folosit de 680 de ori in Biblie.”

Ea adaugă la p. 126 : 
„Aluziile biblice la Egipt au în mod preponderent rolul de a colora istoria internă a evreilor și de a da un decor vag anumitor episoade istorice, dar nu au nicio legătură cu ceea ce ne învață istoria reală.”

În 2005, Pierre de Miroschedji a publicat un articol în revista La Recherche. El scria: 
„În general, niciun arheolog serios nu mai crede în ziua de azi că evenimentele povestite în Cartea lui Iosua ar avea vreo bază istorică reală. Prospecțiunile arheologice, în special la începutul anilor 1990, au dezvăluit că a israeliților cultură a apărut pe dealurile din centrul țării, drept continuare a culturii cannaanite a epocii anterioare.”
 El subliniază că nimic nu împiedică utilizarea Bibliei în arheologie, sub formă de izvor supus criticii, așa cum arheologii procedează cu oricare alt document .
Consensul cercetătorilor Bibliei este că n-a existat niciun exod de proporțiile celui descris în carte, și că povestirea trebuie considerată teologie, o povestire care ilustrează cum Dumnezeul lui Israel a acționat pentru a-și salva și întări poporul, dar nu poate fi considerată istorie.
Istoricul evanghelic Peter Enns, fost profesor la Seminarul Teologic Westminster⁠(en)[traduceți], actualmente titular al catedrei stipendiate⁠(en)[traduceți] de studii biblice de la Eastern University⁠(en)[traduceți], confirmă aceste puncte de vedere pe blogul său.

### Numere și logistică
Consensul actual al cercetătorilor Bibliei este că nu a existat niciodată vreun exod de proporțiile celui descris în Biblie. Conform cu Exodul 12:37–38, israeliții numărau „în jur de șase sute de mii de bărbați care mergeau pe jos, în afară de copii” plus mulți ne-israeliți și animale. Cartea Numerilor 1:46 dă un total mai precis de 603 550 bărbați de peste 20 de ani. Cei 600 000, plus neveste, copii, bătrâni și „mulțimea amestecată” de ne-israeliți ar fi numărat peste două milioane de oameni, comparat cu populația Egiptului din 1250 î.Hr. în jur de 3 până la 3,5 milioane. Mărșăluind câte zece și fără a mai ține cont de animale, ei ar fi format o coloană lungă de 150 de mile (241 km). Nu s-a găsit nicio dovadă că Egiptul ar fi suferit o asemenea catastrofă demografică și economică sau că deșertul Sinai ar fi găzduit vreodată (sau că ar fi putut să găzduiască) aceste milioane de oameni și turmele lor. Este de asemenea dificil de reconciliat ideea de 600 000 luptători israeliți cu informația că israeliții s-ar fi temut de filisteni și egipteni.
Unii cercetători au raționalizat aceste numere la cifre mai mici, citind de exemplu textul ebraic drept „600 de familii” decât drept 600 000 de bărbați, dar toate aceste soluții au propriile lor probleme. Opinia cercetării biblice moderne mainstream este că improbabilitatea poveștii Exodului se trage din faptul că nu a fost scris ca istorie, ci pentru a demonstra țelul lui Dumnezeu și faptele sale cu poporul ales, Israel. Cea mai probabilă explicație este că 603 550 de bărbați salvați din Egipt este un număr care este gematria (un cod în care numerele reprezintă litere sau cuvinte) pentru bnei yisra'el kol rosh, „copiii lui Israel, fiecare individ;” în timp ce numărul de 600 000 simbolizează distrugerea totală a generației lui Israel care a părăsit Egiptul, din care niciunul nu a trăit ca să vadă Țara Făgăduită.

## Galerie de imagini

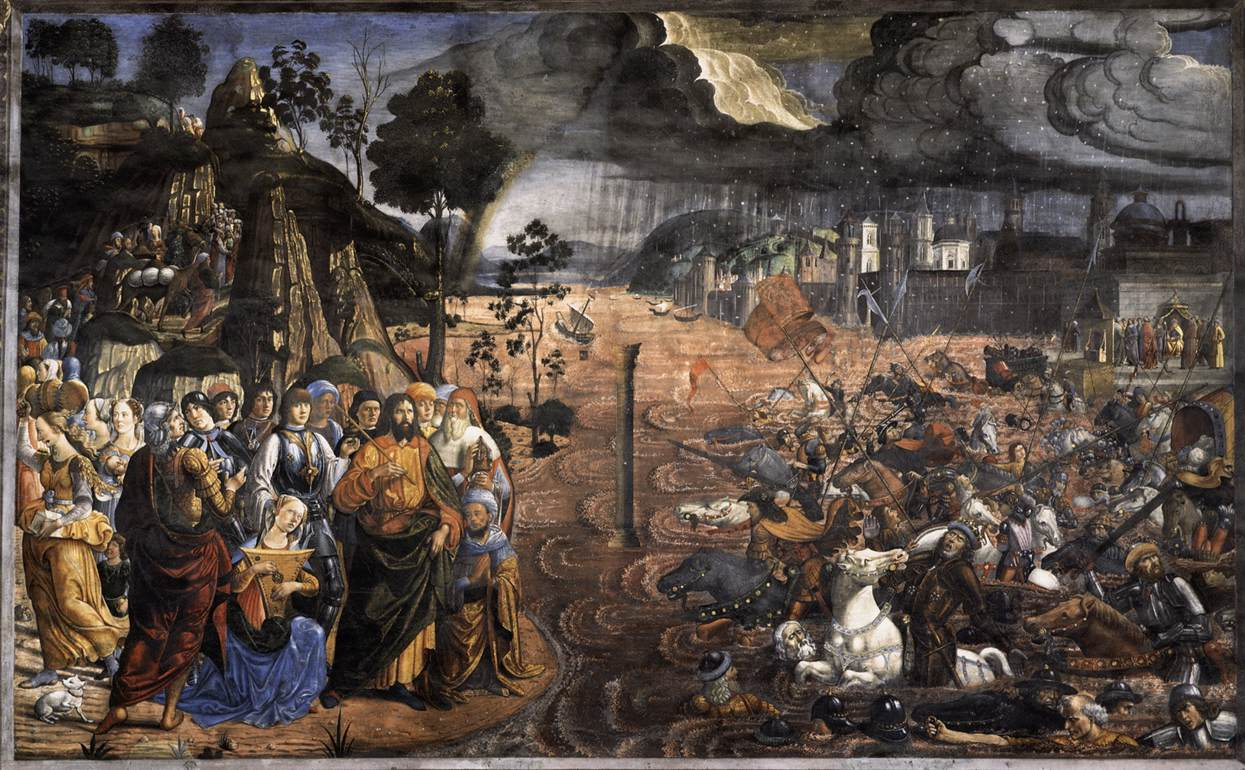
Cosimo Rosselli - “Traversarea Mării Roşii” (Capela Sixtină, 1481-82)
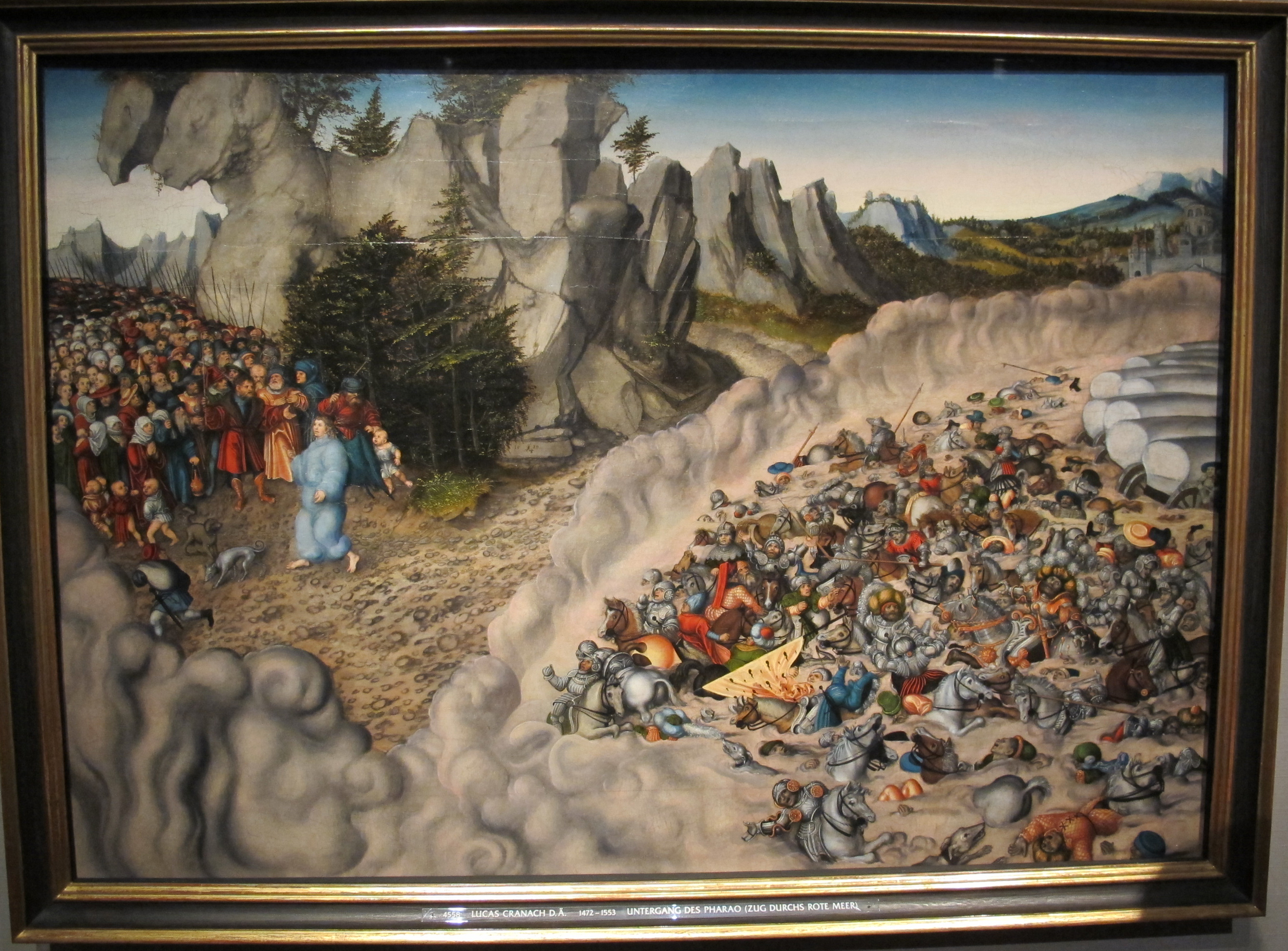
Lucas Cranach cel Bătrân - “Despicarea Mării Roşii de către Moise” (1530)
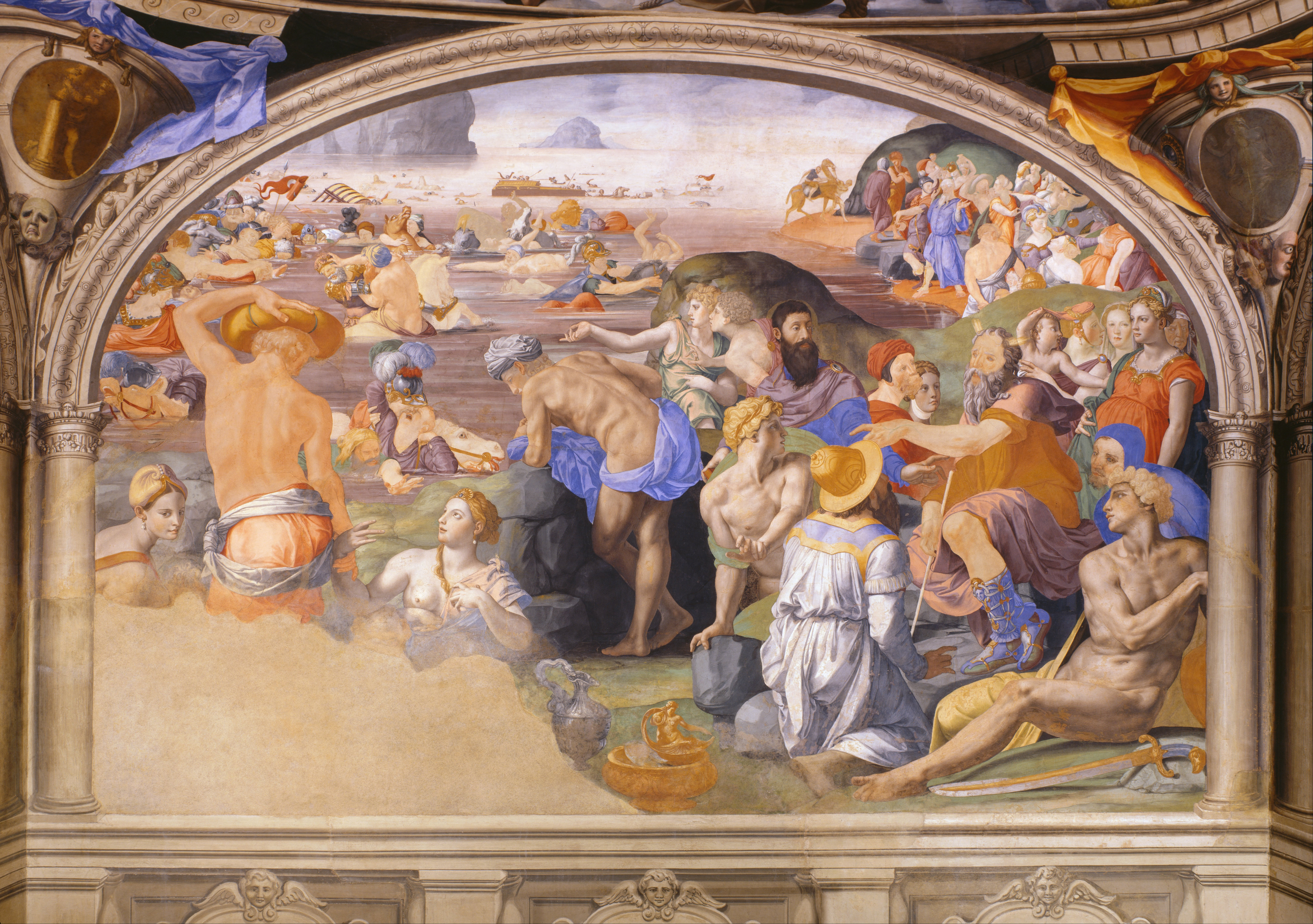
Agnolo Bronzino - “Traversarea Mării Roşii de israeliţi” (1540-45)